# Фашизм и свобода
Движение «Фашизм и свобода» — Национал-социалистическая партия (итал. Movimento Fascismo e Libertà - Partito Socialista Nazionale, MFL-PSN) — итальянская неофашистская партия. Единственная политическая организация, использующая в названии термин «фашизм» и соответствующую историческую символику.

## Создание и развитие
Группа «Фашизм и свобода» первоначально появилась в 1989 году как внутрипартийная структура Итальянского социального движения (MSI). Инициатором выступил сенатор от MSI Джорджо Пизано, издатель политического еженедельника Candido. 25 июля 1991 группа Пизано выделилась как самостоятельная организация под названием Movimento Fascismo e Libertà — MFL.
В 1994—1995 годах деятели «Фашизма и свободы» поддерживали Пино Раути в его борьбе против преобразования MSI в Национальный альянс. Они участвовали в создании партии Fiamma Tricolore. Однако несколько месяцев спустя «Фашизм и свобода» воссоздалось как самостоятельное движение. После смерти Джорджо Пизано в 1997 в руководящем партийном активе развернулась внутренняя борьба, из которой к 2001 вышел победителем политолог Карло Гарильо.
В 2009 году к названию MFL было добавлено Partito Socialista Nazionale (PSN) — Национал-социалистическая партия:

Фашизм никогда не предавал союза с национал-социализмом. Мы гордимся тем, что фашисты участвовали в войне на стороне национал-социалистической Германии, в войне крови против золота. 

## Фашистская доктрина
Идеология MFL-PSN основана на раннефашистских принципах революционного национал-синдикализма, программных положениях Национальной фашистской партии и Республиканской фашистской партии, Веронском манифесте Республики Сало и воззрениях Бенито Муссолини. Партия выступает за воссоздание корпоративного государства, сильную авторитарную власть (в форме президентской республики), популистскую экономику «социального кредита», решительную борьбу против либерализма, марксизма и коммунизма. Для MFL-PSN характерны антиамериканизм и антисионизм, граничащий с антисемитизмом.
В то же время партия отмежёвывается от политического насилия, осуждает попытки принудительно навязать обществу какую-либо идеологию.

Целью движения является возрождение дискуссии о фашизме ради достижения истины. Официальная история и историография используются для распространения лжи и зомбирования людей.

Фашизм — вопреки многочисленным утверждениям — это система всеобщего самоуправления. Он подходит любой нации, он даёт ответы на все важные вопросы. Это важная часть мировой истории. Фашизм — единственная возможность решить такие проблемы современности, как бедность, безработица, крах государства всеобщего благосостояния, иммиграция, терроризм, империализм, мировой капитализм и коммунизм.

MFL-PSN не вступает в коалиции, подчёркнуто дистанцируется от других ультраправых, обвиняет их в отступлении от заветов Муссолини и идей подлинного фашизма.

MFL-PSN — движение не правого, а откровенно фашистского толка. Мы не имеем ничего общего с правыми, будь то умеренные, крайние, социальные и какие бы то ни было ещё. Мы ни в коей мере не принадлежим к этим фракциям наследников Бадольо.

Особое место в программе «Фашизма и свободы» занимает социальная тема, резкая критика финансового капитала и государственной бюрократии.

Фашизм дал итальянцам пенсии, страхование работников, 40-часовую 5-дневную рабочую неделю, бесплатное здравоохранение, налоговые льготы для бедных, социализацию бизнеса. И всё это после кровавой Первой мировой войны, при красных бандитах, возбуждаемых Октябрьской революцией и направляемых Советским Союзом... Сегодня у нас самая дорогая в Европе ипотека, стремительно растёт арендная плата, налогами и сборами облагаются самые низкие доходы. Кто знает, если мы не поддерживаем роскошество политического класса паразитов, может быть, мы смогли бы восстановить социальное государство фашизма?

Карло Гарильо

В программных установках партии высказывается симпатия к исламу («единственному союзнику фашизма и национал-социализма во Второй мировой войне»). Категорически отвергается «вульгарная ксенофобия, модная в США и основанная на неприятия чужих».
Внешнеполитические установки «Фашизма и свободы» предполагают вывод из Италии всех иностранных (то есть американских) войск, альянс с арабо-мусульманским миром и «антиимпериалистическими» государствами, типа чавистской Венесуэлы и моралесовской Боливии — «противостоящими тотальному господству США и Израиля».

## Участие в выборах
На выборах 1992 движение «Фашизм и свобода» получило 0,2 % в Калабрии (голосование в палату депутатов) и 0,1 % в Ломбардии (голосование в сенат). В других регионах избирательный список был отведён из-за названия и символики. На этом основании MFL-PSN регулярно отстранялось от участия в общенациональных выборах. Однако в ряде регионах движение «Фашизм и свобода» сумело по суду легитимировать политическую деятельность под своими символами (один из доводов заключался в том, что содержащиеся в эмблеме фасции использовались не только фашистами, но и радикальными республиканцами).
На местных выборах наибольших результатов партия достигает в Пьемонте. В 2010 году удалось провести одного муниципального депутата в Парелле. В 2011 году относительного высокого показателя — более 6 % — MFL-PSN добилось в Роатто, где выступало с антимафиозными и антиамериканскими лозунгами. В 2012 году Карло Гарильо получил 2,3 % голосов на выборах мэра Вилланова-д’Асти.

## «Цензура свободы»
Перед парламентскими выборами 2006 МВД Италии потребовало удалить слово «Фашизм» из предвыборной символики «Фашизма и свободы». Первое слово названия пришлось заменять пятном с надписью Censurato — «Цензура». В результате обозначалось Censurato e Libertà — «Цензура и свобода». Под такой эмблемой Гарильо баллотировался в мэры Турина.
Периодически в отношении MFL-PSN возбуждалось судебное преследование по обвинению в попытке воссоздания запрещённой фашистской партии. Однако все процессы заканчивались оправдательными вердиктами — последний раз в январе 2012 года. Причина оправданий заключалась в том, что закон запрещает восстановление фашистской партии с целью «лишить Италию свободы» — тогда как «Фашизм и свобода», как явствует из названия, ставит противоположную цель, и в своей программе говорит не об уничтожении парламентской республики, а лишь о расширении прав главы государства.

## Международные связи
MFL-PSN входит во Всемирный союз национал-социалистов (в этом международном объединении состоит, в частности, Русское национальное единство).